# Omphalophora nigripilosa
Omphalophora nigripilosa är en tvåvingeart som först beskrevs av Hardy och Mcguire 1947.  Omphalophora nigripilosa ingår i släktet Omphalophora och familjen snäppflugor.
Artens utbredningsområde är New York. Inga underarter finns listade i Catalogue of Life.